# Китайка (Уфа)
Китайка (Аэродром Китайка) — посёлок сельского типа в Ленинском районе Уфы (Приложение N 1 к решению Совета городского округа город Уфа Республики Башкортостан от 15 ноября 2007 г. N 29/14. Перечень территорий с минимальной градостроительной ценностью в границах городского округа город Уфа Республики Башкортостан). Вошел в состав посёлка Забельский. Рядом — деревня Некрасово и посёлок 8 марта
Почтовый индекс: 450017